# ピロト郡

ピロト郡
Пиротски округ
Pirotski okrug

ピロト郡（ピロトぐん、セルビア語:Пиротски округ, Pirotski okrug）は、セルビア南東部に位置する郡である。郡の人口は116,926人であり、郡都はピロトである。

## 基礎自治体
郡には4つの基礎自治体がある。
- ベラ・パランカ（Bela Palanka）
- ピロト（Pirot）
- バブシュニツァ（Babušnica）
- ディミトロヴグラード（Dimitrovgrad）

## 民族構成
2002年の国勢調査によると、郡の民族別の人口構成は以下の通りである:
- セルビア人 = 89,985
- ブルガリア人 = 7,313
- ロマ = 3,344
- その他

## 歴史と文化
ピロトが初めて歴史に登場するのは起源2世紀のことである。その郊外には13世紀に建てられた聖ペトカ聖堂と、14世紀後期に建てられた神学者聖イオアン修道院があり、中世セルビアの建築を現世に保存している。

## 特色
ズヴォナチュカ・バニャ（Zvonačka Banja）は療養効果のある温泉リゾートであり、古代から利用されてきた。また、この地域の豊かな自然はセルビア中でよく知られている。じゅうたんの製造と交易は古くから盛んであり、現在でも地域の産業として残っている。

## 経済
ピロトの主要な産業施設は工業地帯に集まっており、ゴム製造のTigarや、繊維のPrvi maj、ペンキやニスを生産するSukoなどがある。